# Saint-Léger-sous-Cholet
Saint-Léger-sous-Cholet – miejscowość i gmina we Francji, w regionie Kraj Loary, w departamencie Maine i Loara.
Według danych na rok 2010 gminę zamieszkiwały 2 492 osoby, a gęstość zaludnienia wynosiła 259 osób/km².